# Djima Oyawolé
Djima Oyawolé est un footballeur international togolais né le 18 octobre 1976 à Tsévié. Il évolue au poste d'attaquant.

## Biographie
Oyawolé arrive au centre de formation du FC Metz à 17 ans et joue ses premiers matchs professionnels avec les Grenats. Prêté à plusieurs reprises, il participe à la montée en première division de Lorient lors de la saison 1997-1998 et celle de Troyes la saison suivante.
Il quitte la France pour la Belgique et La Gantoise où il y inscrit une vingtaine de buts en deux saisons. Il rejoint ensuite le Shenzhen Jianlibao en 2003. Avec ce club, il est sacré champion de Chine en 2004.
International togolais entre 1997 et 2006, il participe à trois coupes d'Afrique des nations consécutives en 1998, 2000 et enfin 2002. À chaque fois, le Togo est éliminé dès le premier tour de la compétition. Une blessure à la cuisse l'empêche de disputer la coupe du monde 2006 organisée en Allemagne.